# Axiocerses bambana
Axiocerses bambana är en fjärilsart som beskrevs av Grose-smith 1900. Axiocerses bambana ingår i släktet Axiocerses och familjen juvelvingar. Inga underarter finns listade i Catalogue of Life.